# Maarten Lafeber
Maarten Lafeber (* 11. Dezember 1974 in Eindhoven) ist ein niederländischer Profigolfer der European Tour.

## Werdegang
Bevor er 1997 Berufsgolfer wurde, gewann er zweimal die Niederländischen und je einmal die Schweizer und die Spanischen Amateurmeisterschaften. Die Qualifikation für die European Tour schaffte Lafeber auf Anhieb, verlor die Spielberechtigung jedoch am Ende der Saison 1998. Danach spielte er auf der Challenge Tour, wo er 1999 die Kenya Open zu seinen Gunsten entscheiden konnte und sich erneut für die große Tour qualifizierte. Im Jahre 2003 schaffte Lafeber es, als erster Niederländer seit 1947 (Joop Rühl) wieder die heimischen Dutch Open zu gewinnen. Dies blieb aber bis dato sein einziger größerer Turniersieg. Trotzdem erreichte er durch konstant gute Ergebnisse in der European Tour Order of Merit 2005 den beachtlichen 25. Rang und verbesserte sein bisheriges Topranking aus dem Jahre 2003, in dem er den 29. Platz einnahm. Er war auch im europäischen Team der Seve Trophy 2005 vertreten und spielte schon viermal für sein Land im World Cup.
Maarten Lafeber verkaufte eigene Aktien, um seine Karriere zu finanzieren, und zahlte seine Mitinhaber mit einem Profit von 85 % am Ende der Saison 2004 aus. Er hat seinen Wohnsitz in Amsterdam.

## Turniersiege
- 1999 Tusker Kenya Open (Challenge Tour)
- 2003 Dutch Open (European Tour)

## Teilnahmen an Teambewerben
- World Cup 1999, 2001, 2004, 2005, 2007
- Seve Trophy 2005